# Copa del Rey de hockey patines 2025
La Copa del Rey de hockey patines 2025 fue la octogésima primera edición de la Copa del Rey de este deporte. Por tercer año consecutivo, la sede única fue la ciudad de Calafell y los encuentros se disputaron en el Pavelló Municipal Joan Ortoll entre el 6 y el 9 de marzo de 2025.
La competición la jugaron los 8 mejores equipos de la OK Liga 2024-25 en la primera vuelta de la liga, seis de Cataluña, uno de Galicia y uno de la Comunidad Valenciana, emparejados según el sorteo efectuado el 3 de febrero de 2025.
El vencedor de esta edición fue el Reus Deportiu que se proclamó campeón, tras diecinueve años de sequía, por octava vez en su historia. El jugador del club rojinegro Martí Casas fue galardonado con el MPV, habiendo anotado los cinco goles de su equipo en la final y cuatro en las semifinales.

## Equipos participantes
- Club Esportiu Noia
- FC Barcelona
- Reus Deportiu
- PAS Alcoy
- Club Patí Calafell
- Deportivo Liceo
- Igualada Hoquei Club
- Club Esportiu Lleida Llista Blava

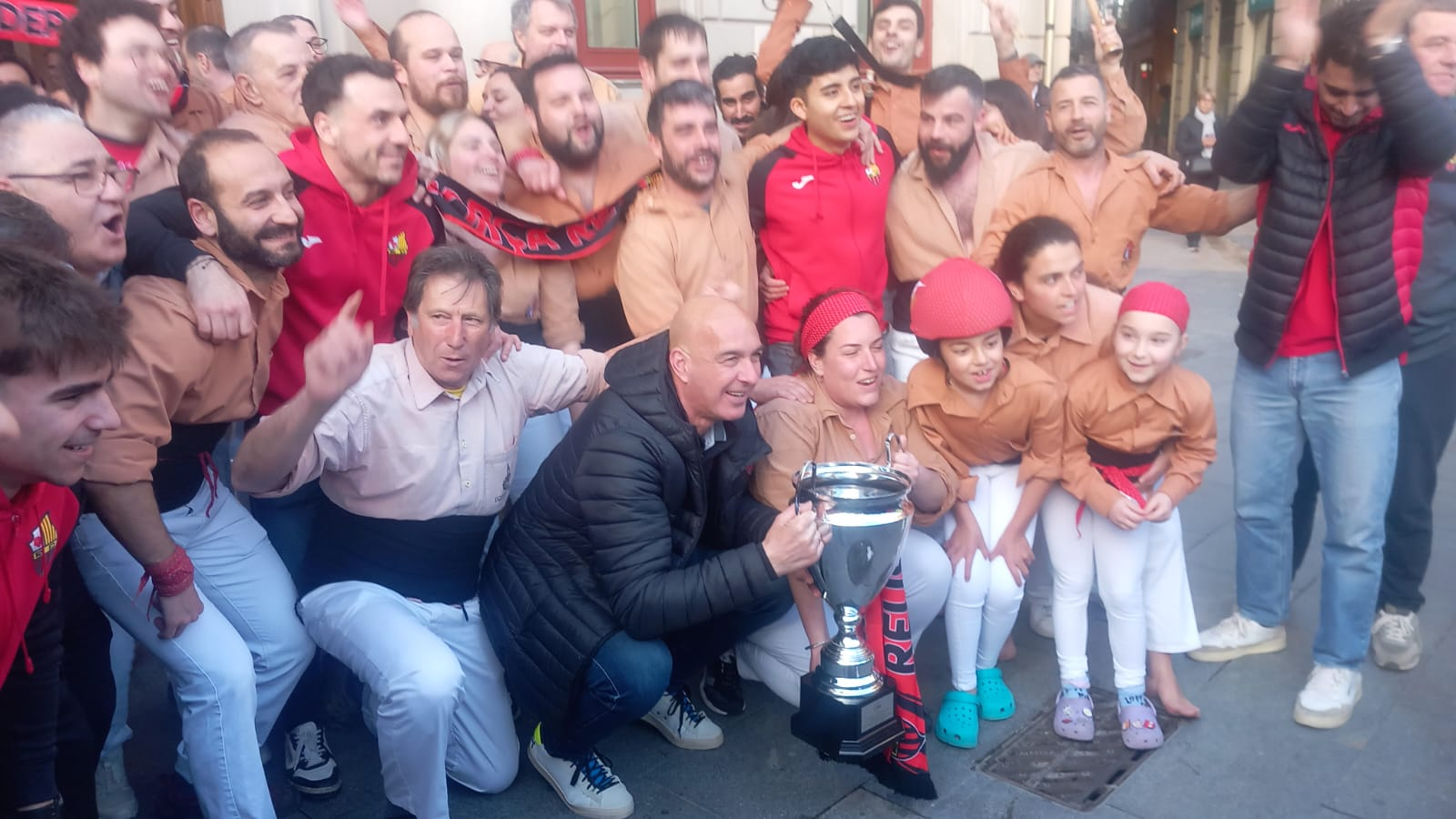
Celebración del título de Copa del Rey de hockey patines 2025 ante el ayuntamiento de la plantilla del Reus Deportiu junto con miembros de la colla castellera Xiquets de Reus. Con el trofeo en sus manos, Jordi García, primer entrenador del equipo.

## Resultados
|  | Cuartos de final | Cuartos de final |               |                 | Semifinales | Semifinales |  |           | Final      | Final      |  |
|  | 6-7 de marzo     | 6-7 de marzo     |               |                 | 8 de marzo  | 8 de marzo  |  |           | 9 de marzo | 9 de marzo |  |
|  |                  |                  |               |                 |             |             |  |           |            |            |  |
|  |                  |                  |               |                 |             |             |  |           |            |            |  |
|  | CE Lleida        | 5                |               |                 |             |             |  |           |            |            |  |
|  | CE Lleida        | 5                |               |                 |             |             |  |           |            |            |  |
|  | PAS Alcoy        | 3                |               |                 |             |             |  |           |            |            |  |
|  | PAS Alcoy        | 3                |               | CE Lleida       | 2           |             |  |           |            |            |  |
|  |                  |                  |               | CE Lleida       | 2           |             |  |           |            |            |  |
|  |                  |                  | CE Noia       | 1               |             |             |  |           |            |            |  |
|  | FC Barcelona     | 0                | CE Noia       | 1               |             |             |  |           |            |            |  |
|  | FC Barcelona     | 0                |               |                 |             |             |  |           |            |            |  |
|  | CE Noia          | 2                |               |                 |             |             |  |           |            |            |  |
|  | CE Noia          | 2                |               |                 |             |             |  | CE Lleida | 4          |            |  |
|  |                  |                  |               |                 |             |             |  | CE Lleida | 4          |            |  |
|  |                  |                  | Reus Deportiu | 5               |             |             |  |           |            |            |  |
|  | Deportivo Liceo  | 5                | Reus Deportiu | 5               |             |             |  |           |            |            |  |
|  | Deportivo Liceo  | 5                |               |                 |             |             |  |           |            |            |  |
|  | HC Igualada      | 4                |               |                 |             |             |  |           |            |            |  |
|  | HC Igualada      | 4                |               | Deportivo Liceo | 1           |             |  |           |            |            |  |
|  |                  |                  |               | Deportivo Liceo | 1           |             |  |           |            |            |  |
|  |                  |                  | Reus Deportiu | 5               |             |             |  |           |            |            |  |
|  | Reus Deportiu    | 2                | Reus Deportiu | 5               |             |             |  |           |            |            |  |
|  | Reus Deportiu    | 2                |               |                 |             |             |  |           |            |            |  |
|  | CP Calafell      | 1                |               |                 |             |             |  |           |            |            |  |
|  | CP Calafell      | 1                |               |                 |             |             |  |           |            |            |  |
|  |                  |                  |               |                 |             |             |  |           |            |            |  |

## Final
| Fecha                                              | Hora  | Partido   | Partido | Partido       |
| -------------------------------------------------- | ----- | --------- | ------- | ------------- |
| 9 de marzo                                         | 12:15 | CE Lleida | 4-5     | Reus Deportiu |
| Pabellón: Pavelló Municipal Joan Ortoll (Calafell) |       |           |         |               |